# David Musuľbes
David Musuľbes (geboren als russisch Давид Владимирович Мусульбес, Dawid Wladimirowitsch Mussulbes; * 28. Mai 1972 in Ordschonikidse, Nordossetische ASSR, Russische SFSR, Sowjetunion) ist ein slowakischer und ehemals russischer Ringer ossetischer Herkunft.

## Werdegang
David Musuľbes wuchs in Ordschonikidse (heute Wladikawkas) auf und begann dort mit dem Ringen. Bereits im Jugend- und Juniorenalter gehörte er zu den besten Ringern im freien Stil in seiner jeweiligen Altersgruppe in der Sowjetunion. Sein Trainer in Ordschonikidse war Kasbek Dedikajew, der viele ossetische  Weltklasseathleten formte. Später wechselte er zu ZSKA Moskau, dem zentralen Sportklub der Armee, womit er seine wirtschaftliche Existenz absicherte, um sich voll und ganz dem Ringen zu widmen. Nach der Aufnahme in die russische Nationalmannschaft der Freistilringer nach 1992 wurde er von Saweli Bjasrow trainiert.
Seinen Einstand auf der internationalen Ringerbühne gab er 1994 bei den Europameisterschaften in Rom in der Schwergewichtsklasse. Mit einem achten Rang konnte er die Erwartungen der russischen Trainer nicht erfüllen, da diese nach den üblichen Erfolgen anderer russischer Ringer höher war. In Rom unterlag er gegen den deutschen Meister Heiko Balz in der 1. Runde sogar auf Schultern. Trotzdem hielt die russische Mannschaftsführung auch bei den kommenden Wettkämpfen an Mussulbes fest. Bei der Weltmeisterschaft des gleichen Jahres in Istanbul belegte er im Schwergewicht den 3. Platz. Im Halbfinale unterlag er dabei gegen den Deutschen Arawat Sabejew, der Weltmeister wurde, knapp nach Punkten.
Bei der Europameisterschaft 1995 in Freiburg im Üechtland/Schweiz gelang ihm sein erster Titelgewinn. Im Finale besiegte er dabei Milan Mazáč aus der Slowakei, der durch eine günstige Gruppe bis in das Finale vorgestoßen war, überlegen nach Punkten. In seiner Gruppe hatte David Musuľbes in seinem ersten Kampf Arawat Sabejew nach wenigen Sekunden mit einer schnellen Aktion überrascht und den Punktevorsprung bis zum Kampfende verteidigt. Die Revanche für diese Niederlage gelang Sabejew noch im gleichen Jahr bei der Weltmeisterschaft in Atlanta, als er zu einem 4:0-Punktsieg über Musuľbes kam, der damit frühzeitig aus dem Turnier ausscheiden musste.
1996 gewann David Musuľbes bei der Europameisterschaft in Budapest mit dem 3. Platz erneut eine Medaille. Bei den Olympischen Spielen in Atlanta wurde im Schwergewicht Leri Chabelowi eingesetzt, der aber keine Medaille gewann. Im Jahr 1997 wechselte Musuľbes in die Superschwergewichtsklasse. Mit dem Titelgewinn bei der Europameisterschaft in Warschau überzeugte er auch in dieser Gewichtsklasse. Im Finale schlug er dabei Aljaksej Mjadswedseu aus Belarus sicher nach Punkten. Bei der Weltmeisterschaft in Krasnojarsk unterlag er im Halbfinale dem Türken Zekeriya Güçlü und musste miterreichte den 3. Platz.
In den Jahren 1998 und 1999 stagnierte David Musuľbes. Er konzentrierte sich in diesen Jahren mehr auf sein Ingenieurstudium. Immerhin belegte er bei der Europameisterschaft 1998 in Bratislava den 3. Platz. 1999 verzichtete er ganz auf internationale Einsätze.
Im Jahr 2000 kehrte er mit einem 2. Platz bei den Europameisterschaften zurück. Im Finale erwies sich der Pole Marek Garmulewicz als der Stärkere. Im Sommer gelang David Musuľbes der größte Triumph seiner Laufbahn. Mit vier überlegenen Siegen über Sven Thiele, Deutschland, Peter Pecha, Slowakei, Abbas Jadidi aus dem Iran und Artur Taymazov aus Usbekistan wurde er Olympiasieger. Nur Taymazov vermochte ihm dabei bei der 2:5-Niederlage zwei Punkte abzunehmen.
Dem Olympiasieg folgten in den Jahren 2001 bis 2003 fünf Siege bei internationalen Meisterschaften in Serie. Er wurde Europameister 2001, 2002 und 2003 und Weltmeister 2001 und 2002. Eine einmalige Siegesserie. Bei allen diesen Meisterschaften blieb er unbesiegt. Umso überraschender war deshalb sein Entschluss, vor dem Olympiajahr 2004 zurückzutreten.
David Musuľbes ist Bergbau-Ingenieur, aber auch als Co-Trainer in der russischen Freistilmannschaft tätig.
Nach fünfjähriger Pause auf der Ringermatte startete David Musuľbes im Herbst 2007 ein Comeback für die Slowakei. Für dieses Land ging er schon im April 2008 bei der Europameisterschaft in Tampere im freien Stil an den Start. Er gewann dort seine ersten vier Kämpfe, unterlag aber im Finale dem erst Zwanzigjährigen Dawit Modsmanaschwili aus Georgien nach Punkten und kam somit auf den 2. Platz. Nach der Europameisterschaft wurde festgestellt, dass Dawit Modsmanaschwili gedopt war. Ihm wurde deshalb der Titel aberkannt. David Musuľbes wurde zum Europameister 2008 erklärt. Bei den Olympischen Spielen 2008 in Peking trat er für die Slowakei an und gewann die Silbermedaille.
David Musuľbes unterschrieb einen Vertrag beim deutschen Bundesligaverein KSV Aalen 05, für den er schon seit dem 24. Februar 2008 startberechtigt ist.

## Internationale Erfolge
(OS = Olympische Spiele, WM = Weltmeisterschaft, EM = Europameisterschaft, F = Freistil, S = Schwergewicht, damals bis 100 kg Körpergewicht, SS = Superschwergewicht, bis 2001 bis 130 kg, ab 2002 bis 120 kg (1997 bis 125 kg) Körpergewicht)
- 1994, 8. Platz, EM in Rom, F, S, Sieger: Marek Garmulewicz, Polen vor Heiko Balz, Deutschland, und Ali Kayalı, Türkei;
- 1994, 1. Platz, Goodwill-Games, F, S, vor Mark Kerr, USA, Oleksij Netschyporenko, Ukraine, und İbrahim Kari, Türkei;
- 1994, 3. Platz, WM in Istanbul, F, S, hinter Arawat Sabejew, Deutschland, und Davud Məhəmmədov, Aserbaidschan, und vor Oleksij Netschypurenko, Ayub Banynosvat, Iran, und Ahmet Doğu, Türkei;
- 1995, 1. Platz, EM in Freiburg im Üechtland/Schweiz, F, S, vor Milan Mazáč, Slowakei, Sabejew, Arvi Aavik, Estland, Kenan Şimşek, Türkei, und József Glázer, Ungarn;
- 1995, 11. Platz, WM in Atlanta, F, S, Sieger: Kurt Angle, USA, vor Sabejew und Abbas Jadidi, Iran;
- 1995, 3. Platz, World-Military-Games, F, S, hinter Savaş Yıldırım, Türkei, und Gelegdschamtsyn Ösöchbajar, Mongolei;
- 1995, 1. Platz, World-Cup-Turnier in Chattanooga/USA, F, S, vor Kurt Angle, USA, und Kavi H. Ibrahim, Ägypten;
- 1996, 3. Platz, EM in Budapest, F, S, hinter Garmulewicz und Mazáč und vor Sjarhej Kawaleuski, Belarus, Sabejew und Serhij Prjadun, Ukraine;
- 1996, 1. Platz, „Challenge“-Turnier in Manchester, F, S, vor Wade Wishloff, Kanada, und Dries van Leeven, Niederlande;
- 1997, 1. Platz, World-Military-Games, F, SS, vor Alireza Rezaei, Iran, und Aydın Polatçı, Türkei;
- 1997, 3. Platz, World-Cup-Turnier in Stillwater/USA, F, SS, hinter Bruce Baumgartner, USA, und Alexis Rodríguez Valera, Kuba;
- 1997, 1. Platz, EM in Warschau, F, SS, vor Aljaksej Mjadswedseu, Belarus, Sven Thiele, Deutschland, Aydın Polatçı, Jurij Schobitko, Ukraine, und Krassimir Kotschew, Bulgarien;
- 1997, 3.Platz, WM in Krasnojarsk, F, SS, hinter Zekeriya Güçlü, Türkei, und Alexis Rodríguez Valera und vor Tom Eriksson, USA, Mjadswedseu und Schobitko;
- 1998, 1. Platz, FILA-Test-Tournament, F, SS, vor Aydın Polatçı und David R. Khorshid, Iran;
- 1998, 3. Platz, EM in Bratislava, F, SS, hinter Aydın Polatçı u. Milan Mazáč, Slowakei, und vor Thiele, Aleksi Modebadse, Georgien, und Mjadswedseu;
- 1999, 1. Platz, Großer Preis von Deutschland in Leipzig, F, SS, vor Mjadswedseu, Güçlü, Zsolt Gombos, Ungarn, Dirk Winterfeldt und Markus Hamann, beide Deutschland;
- 2000, 2. Platz, EM in Budapest, F, SS, hinter Garmulewicz und vor Thiele, Recab Aşabalıyev, Aserbaidschan, Peter Pecha, Slowakei, und Schobitko;
- 2000, Goldmedaille, OS in Sydney, F, SS, vor Artur Taymazov, Usbekistan, Alexis Rodríguez Valera, Jadidi, Kerry McCoy, USA, und Mjadswedseu;
- 2001, 1. Platz, EM in Budapest, F, SS, vor Modebadse, Thiele, Ottó Aubéli, Ungarn, Iwan Ischtschenko, Ukraine, und Theofilos Ampatzis, Griechenland;
- 2001, 1. Platz, Großer Preis von Deutschland in Leipzig, vor Thiele, Tolga Topçu, Türkei, Hamann und Tomasz Szewczyk, Polen;
- 2001, 1. Platz, WM in Sofia, F, SS, vor Taymazov, Alexis Rodríguez Valera, McCoy, Aydın Polatçı und Bodschidar Bojadschiew, Bulgarien;
- 2002, 1. Platz, EM in Baku, F, SS, vor Dawit Otiaschwili, Georgien, Güçlü, Thiele, Bojadschiew und Schobitko;
- 2002, 1. Platz, WM in Teheran, F, SS, vor Alexis Rodríguez Valera, Aydın Polatçı, Otiaschwili, Aubéli und R. Schiklaschafijew, Kasachstan;
- 2003, 4. Platz, FILA-Absolute-Championship in Moskau, F, SS, hinter Alexis Rodríguez Valera, Steve Mocco, USA, und Kuramagomed Kuramagomedow, Russland u. vor Marid Mutalimow, Kasachstan, und Modebadse;
- 2008, 1. Platz, EM in Tampere, F, S, mit Siegen über Ottó Aubéli, Ungarn, Bachtijar Achmedow, Russland, und Aydın Polatçı, Türkei, und einer Niederlage gegen Dawit Modsmanaschwili, Georgien; dem ursprünglichen Sieger Modsmanaschwili wurde der Titel nachträglich wegen Dopings aberkannt;
- 2008, 2. Platz, OS in Peking, F, SS

## Russische Meisterschaften
Die russische Meisterschaft gewann David Musuľbes insgesamt fünfmal.